# McLaren MP4-12
Chronologie des modèles (1997)
McLaren MP4/11 McLaren MP4/13
La McLaren MP4-12 est la monoplace de Formule 1 engagée par l'écurie McLaren Racing lors de la saison 1997 de Formule 1. Elle est pilotée par le Finlandais Mika Häkkinen et l'Écossais David Coulthard. Le pilote essayeur est l'Allemand Nick Heidfeld. L'écurie britannique se sépare de Marlboro, son principal sponsor depuis 23 ans et se lie avec le cigarettier West. La MP4-12 arbore pour symboliser ce partenariat une livrée noire et argent. Les tests hivernaux ont été effectués avec la traditionnelle livrée orange de McLaren.

## Historique
La voiture est composée d'un grand nombre de nouvelles pièces par rapport à sa devancière, la McLaren MP4/11 et est mue par un moteur Mercedes-Benz pour la troisième année consécutive. Le moteur Mercedes F0 110E est en revanche peu fiable en raison de bulles d'air présentes dans le circuit d'huile qui cause la plupart des abandons de McLaren en course. Ainsi, Mika Häkkinen est contraint à l'abandon à trois reprises alors qu'il mène, notamment au Grand Prix de Grande-Bretagne, où il abandonne à cinq tours de l'arrivée.
Pendant la saison, le photographe Darren Heath remarque que les freins arrière deviennent rouges dans les zones d'accélération d'un circuit. Le photographe découvre également une deuxième pédale de frein dans le cockpit, permettant d'éliminer le sous-virage et de réduire le patinage en sortie de virage lent, ce mécanisme se nommant brake steer. La Scuderia Ferrari dépose une plainte auprès de la Fédération internationale de l'automobile qui interdit le système à partir de la saison 1998.
En course, David Coulthard remporte la course inaugurale en Australie, la première victoire de McLaren depuis celle d'Ayrton Senna au Grand Prix d'Australie 1993. Le pilote britannique réitère cette performance en Italie et obtient deux deuxièmes places en Autriche et au Grand Prix d'Europe où les McLaren signent un doublé, Mika Häkkinen remportant à l'occasion la première victoire de sa carrière. Le Finlandais obtient également sa toute première pole position au Grand Prix du Luxembourg mais abandonne, tout comme son coéquipier, à la suite d'un problème moteur. En Belgique, Mika Häkkinen est disqualifié alors qu'il a fini troisième en raison de l'utilisation d'une essence non conforme.
À la fin de la saison, McLaren Racing termine quatrième du championnat des constructeurs avec 63 points.

## Résultats en championnat du monde de Formule 1

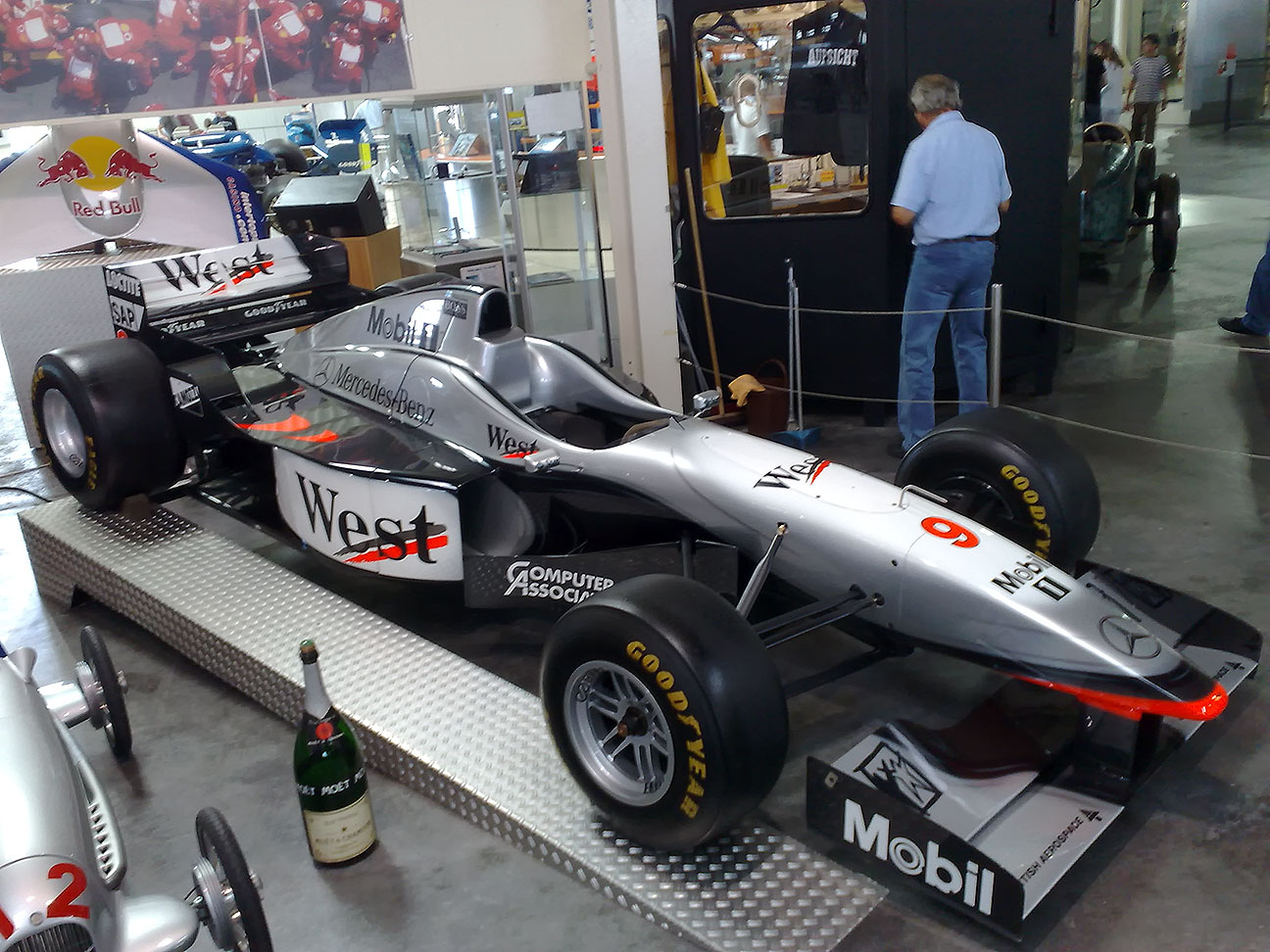
La McLaren MP4-12 de Mika Häkkinen au Technical Museum Sinsheim.

| Saison | Écurie                | Moteur                    | Pneus    | Pilotes         | Courses | Courses | Courses | Courses | Courses | Courses | Courses | Courses | Courses | Courses | Courses | Courses | Courses | Courses | Courses | Courses | Courses | Points inscrits | Classement |
| Saison | Écurie                | Moteur                    | Pneus    | Pilotes         | 1       | 2       | 3       | 4       | 5       | 6       | 7       | 8       | 9       | 10      | 11      | 12      | 13      | 14      | 15      | 16      | 17      | Points inscrits | Classement |
| ------ | --------------------- | ------------------------- | -------- | --------------- | ------- | ------- | ------- | ------- | ------- | ------- | ------- | ------- | ------- | ------- | ------- | ------- | ------- | ------- | ------- | ------- | ------- | --------------- | ---------- |
| 1997   | West McLaren Mercedes | Mercedes-Benz F0 110E V10 | Goodyear |                 | AUS     | BRÉ     | ARG     | SMR     | MON     | ESP     | CAN     | FRA     | GBR     | ALL     | HON     | BEL     | ITA     | AUT     | LUX     | JAP     | EUR     | 63              | 4e         |
| 1997   | West McLaren Mercedes | Mercedes-Benz F0 110E V10 | Goodyear | Mika Häkkinen   | 3e      | 4e      | 5e      | 6e      | Abd     | 7e      | Abd     | Abd     | Abd     | 3e      | Abd     | Dsq     | 9e      | Abd     | Abd     | 4e      | 1er     | 63              | 4e         |
| 1997   | West McLaren Mercedes | Mercedes-Benz F0 110E V10 | Goodyear | David Coulthard | 1er     | 10e     | Abd     | Abd     | Abd     | 6e      | 7e      | 7e      | 4e      | Abd     | Abd     | Abd     | 1er     | 2e      | Abd     | 10e     | 2e      | 63              | 4e         |

Légende : ici 